# Louis Boularan
Louis Boularan né le 30 mars 1850 à Alban (Tarn) et décédé le 9 janvier 1941 à Alban, est un homme politique français.
Il est le frère de l'homme de théâtre Abel Deval (1863-1938) et l'oncle de l'auteur dramatique et réalisateur Jacques Deval (1890-1972).

## Biographie
Médecin, il est conseiller municipal d'Alban en 1876, conseiller d'arrondissement en 1881 et conseiller général en 1889. Il est sénateur du Tarn de 1900 à 1909, inscrit au groupe de l'Alliance républicaine progressiste.

## Sources
- « Louis Boularan », dans le Dictionnaire des parlementaires français (1889-1940), sous la direction de Jean Jolly, PUF, 1960 [détail de l’édition]